# Pigeon de Ceylan
Columba torringtoniae
Espèce
Statut de conservation UICN

 VU B1ab(i,ii,iii,iv,v);C2a(i) : Vulnérable
Le Pigeon de Ceylan (Columba torringtoniae (Kelaart, 1853)) est une espèce d'oiseaux appartenant à la famille des Columbidae.

## Habitat
Cette espèce niche dans des endroits humides des forêts à feuillage persistant.

## Nidification
Il construit un nid de branchages dans un arbre et la femelle pond un seul œuf blanc.

## Comportement
Son vol est rapide, avec les battements réguliers et de temps en temps une série rapide de battements d'ailes caractéristiques des pigeons en général. La plupart de sa nourriture est de l'herbe. Normalement silencieux, il lance un ouh de chouette pendant la saison de reproduction.

## Description
Il mesure 33 à 36 cm de longueur. Son dos et sa queue sont gris foncé, sa tête et son ventre sont lilas, de plus en plus pâle sur le ventre. Comme le Pigeon d'Elphinstone, il a un damier noir et blanc sur la nuque.
Ce pigeon peut être assez facile à voir dans les bois du parc national de Horton Plains.

## Répartition
Il est endémique aux montagnes du centre du Sri Lanka.